# Abersychan
Abersychan es un suburbio de Pontypool, Torfaen (Gales del Sur). Se encuentra en el estrecho norte del valle de Afon Llwyd. La ciudad tiene tres escuelas, la Abersychan Comprehensive School, Victoria Primary School y St. Francis' R.C. Primary School (aunque la última ha cerrado junto con St. Alban's R.C. Primary School, y serán reemplazadas por la nueva R.C. Primary School in Pontypool del Padre Pio) y varios comercios y servicios.
Abersychan fue el lugar de nacimiento de Rt. Hon. Paul Murphy, y en Torfaen,  Roy Jenkins, Baron Hillhead, y Bryn Meredith.

## Gobierno local
Abersychan constituye una comunidad y una división electoral en el condado distrital de Torfaen. El área fue antiguamente parte de la parroquia de Trevethin en Monmouthshire. El 3 de junio de 1864, Abersychan se constituyó en un gobierno distrital local gobernado por un concejo local. En 1894 Abersychan se convirtió en un distrito urbano y en una parroquia civil. El distrito urbano fue abolido en 1935, con la mayor parte de su área pasando al distrito urbano de Pontypool, y una pequeña área yendo a Abercarn UD.
En 1974 el área se convirtió en distrito de Torfaen, en el nuevo gobierno local del condado de Gwent. Una comunidad de Abersychan fue formada en 1985, pero no se ha conformado nningún concejo comunal. En 1996 Torfaen se convirtió en una autoridad unitaria.
La comunidad de Abersychan incluye a Abersychan, Cwmavon, Garndiffaith, Pentwyn, Talywain, Varteg, y Victoria Village.